# Ancylodactylus alantika
Ancylodactylus alantika — вид геконоподібних ящірок родини геконових (Gekkonidae). Мешкає в Камеруні.

## Поширення і екологія
Ancylodactylus alantika мешкають в горах Алантіка на північному заході Камеруну (ймовірно, також на території Нігерії) та на плато Амадава. Вони живуть в галерейних лісах, серед гранітних вадунів і в тріщинах серед скель. Зустрічаються на висоті від 1650 до 1900 м над рівнем моря.

## Збереження
МСОП класифікує цей вид як такий, що перебуває під загрозою зникнення. Ancylodactylus alantika загрожує знищення природного середовища.